# Švedski znakovni jezik
Švedski znakovni jezik (ISO 639-3: swl), znakovni jezik gluhih osoba Švedske, kojim se služi oko 8 000 ljudi (VanCleve 1986), a koriste se njime kao 1. jezikom i djeca gluhih roditelja, koja nisu gluha. 
U Švedskoj se rabi negdje od 1800.-te, a prva škola za gluhe utemeljena je 1809.; danas ih ima pet. Uči se i na štokholmskom univerzitetu.

## Vanjske poveznice
- Ethnologue (14th)
- Ethnologue (15th)